# Curling al XIII Festival olimpico invernale della gioventù europea
Il curling al XII Festival olimpico invernale della gioventù europea si è svolto dal 13 al 17 febbraio ai Erzurum, in Finlandia

## Podi

### Ragazzi
| Evento                     | Oro    | Argento     | Bronzo   |
| Torneo maschile (dettagli) | Russia | Paesi Bassi | Slovenia |

### Ragazze
| Evento                      | Oro    | Argento | Bronzo  |
| Torneo femminile (dettagli) | Russia | Turchia | Polonia |

## Medagliere
| Pos. | Paese       | Oro | Argento | Bronzo | Totale |
| ---- | ----------- | --- | ------- | ------ | ------ |
| 1    | Russia      | 2   | 0       | 0      | 0      |
| 2    | Paesi Bassi | 0   | 1       | 0      | 1      |
| 2    | Turchia     | 0   | 1       | 0      | 1      |
| 4    | Polonia     | 0   | 0       | 1      | 1      |
| 4    | Slovenia    | 0   | 0       | 1      | 1      |